# Contra Insetos Parasitas
Contra Insetos Parasitas é o primeiro álbum da banda de rock brasileira TH6. O disco foi lançado em 2008 e contou com a praticipação de outros cantores brasileiros como: Tico Santa Cruz (Detonautas), Di Ferrero (NX Zero), Badauí (CPM 22) e outros.
Gravado no estúdio caseiro do guitarrista Marcão (ex Charlie Brown Jr.), em Santos (SP), o CD, que contou com a assessoria do produtores Tadeu Patola (mixagem) e Rodrigo Castanho (masterização), traz 25 faixas (todas autorais) que circulam pelo hardcore, new metal e dub, lembrando muito as músicas do Charlie Brown Jr.. Logo que as primeiras músicas apareceram na net, bateram recordes de downloads (mais de 80.000).
O single "Um Dia Daqueles" fala sobre os políticos irresponsáveis da política brasileira. "Cicatrizandos os Cortes" é um outro single que fez os fãs verem que a banda tinha uma proposta de trazer um som marcante; já a música "Treta de Bar" aborda a sensualidade com muito humor.
Em 2009, a banda gravou um clipe para a música "Mesmo Lugar".

## Músicos
- Marcão (guitarra)
- Tite (vocal)
- Lenon (baixo/ Vocal)
- Arthur (bateria)

## Faixas
01. Vinheta
02. Revoltas
03. Mentiras (Part. Gee Rocha do NX Zero)
04. Mesmo Lugar
05. Do Início ao Fim (Part. Di Ferrero do NX Zero)
06. Pinga (Part. Tico Santa Cruz do Detonautas)
07. Como Se Fosse Assim (Part. Badauí do CPM 22)
08. Um Dia Daqueles
09. Um Passo Atrás
10. Pequenos Detalhes
11. Linha de Montagem (Part. Pelado - ex Charlie Brown Jr.)
12. Outros Dias
13. Tanto Faz
14. Fingir Jamais
15. Cicatrizando Os Cortes
16. Vida de Mané
17. Noise in Dub
18. Nem Um Segundo
19. Chapeuzinho Vermelho
20. É Tudo TH6 (Part. Champignon [ex-Charlie Brown Jr., Revolucionnários e Nove Mil Anjos] & Renato Pelado [ex-Charlie Brown Jr.])
21. Insanidade Coletiva (Part. Baía do Tihuana)
22. Treta de Bar
23. Mais Tempo
24. Cíntia
25. A Solução